# Ministère des Affaires intérieures (Japon)
Pour les articles homonymes, voir Ministère des Affaires intérieures.
Ne doit pas être confondu avec Ministère de l'Intérieur (Japon).
Le ministère des Affaires intérieures (自治省, Jichishō) était un ministère du Japon qui exista entre le 1er juillet 1960 et le 5 janvier 2001. Il était chargé de l'autonomie régionale, et notamment des préfectures, ainsi que, entre autres, de la protection civile et de l'organisation des élections.
En 2001, il fusionna notamment avec le ministère des Postes et Télécommunications pour former le ministère des Affaires intérieures et des Communications.